# Jakob Steiner
Jakob Steiner (18 de marzo de 1796 - 1 de abril de 1863) fue un matemático suizo, uno de los más destacados geómetras del siglo XIX.

## Semblanza
Steiner nació en la villa de Utzenstorf, Cantón de Berna. A los dieciocho años fue alumno de Johann Heinrich Pestalozzi, y luego estudió en Heidelberg. Posteriormente viajó a Berlín, donde se ganó la vida dando clases. Allí conoció a Crelle, quien, motivado por sus habilidades y las de Abel, a la sazón también en Berlín, fundó el periódico «Journal für die reine und angewandte Mathematik».
Tras la publicación en 1832 de su «Systematische Entwickelungen» recibió un grado honorífico de la Universidad de Königsberg, gracias a la influencia de Jacobi, quien así mismo promovió en 1834 la creación de una nueva cátedra de geometría en Berlín con el apoyo de los hermanos Alexander y Wilhelm von Humboldt. Steiner ocupó esta cátedra hasta su muerte, ocurrida en Berna el 1 de abril de 1863.

## Obra
La obra matemática de Steiner se centró en la geometría, que desarrolló en el campo sintético, excluyendo totalmente la analítica, que odiaba, y que se decía consideraba una desgracia para la geometría aun cuando se obtuvieran iguales o mejores resultados. En su campo, sobrepasó a todos sus contemporáneos. Sus investigaciones se distinguen por su generalización, la riqueza de sus fuentes y el rigor de sus demostraciones. Ha sido considerado el mayor genio de la geometría pura desde Apolonio de Perga.
En su «Systematische Entwickelung der Abhängigkeit geometrischer Gestalten von einander» Steiner sentó las bases de la geometría pura moderna, donde presenta las formas geométricas y la correlación entre ellas, en lo que él mismo llamó geometría proyectiva, presentando mediante la ayuda de líneas y puntos una nueva generación de secciones cónicas y superficies cuadráticas de rotación, que llevan más directamente que otros métodos anteriores a la naturaleza de las cónicas y revelan la conexión con las formas orgánicas. En este tratado, además, se analiza por primera vez el principio de dualidad, como consecuencia de las propiedades fundamentales del plano, la línea y el punto.
En un segundo pequeño volumen, «Die geometrischen Constructionen ausgeführt mittels der geraden Linie und eines festen Kreises», publicado en 1883 y reeditado en 1895 por Ottingen, Steiner muestra lo que ya había sido sugerido por Jean-Victor Poncelet: cómo todos los problemas de segundo orden pueden resolverse con ayuda de ejes rectos sin usar compás, tan fácilmente como se dibuja un círculo en el papel.
También escribió «Vorlesungen über synthetische Geometrie», publicado en forma póstuma en Leipzig por Geiser y Schroeter en 1867: la tercera edición se publicó en 1887.
El resto de los escritos de Steiner se publicaron principalmente en la revista de Crelle, cuyo primer número contiene cuatro de sus artículos. Los más importantes se relacionan con las funciones algebraicas y superficies, especialmente el resumen «Allgemeine Eigenschaften algebraischer Curven», que contiene solo resultados, sin describir los métodos utilizados para obtenerlos. Según L. O. Hesse, estos escritos, junto con los teoremas de Fermat, constituyen desafíos para las generaciones actuales y futuras. Eminentes analistas probaron exitosamente algunos de estos teoremas, pero únicamente Luigi Cremona, en su libro sobre curvas algebraicas, pudo desarrollarlos todos, mediante un método sintético uniforme.
Otras investigaciones importantes de Steiner se relacionaron con máximos y mínimos. Partiendo de proposiciones elementales, avanzó en la solución de problemas cuya resolución analítica requiere hoy cálculo de variaciones, no disponible en aquella época.

## Eponimia
El asteroide (30418) Jakobsteiner fue nombrado así por este matemático.